# Francesca Costa
Francesca Costa (Lodi, 16 febbraio 1936 – Lodi, 12 agosto 1961) è stata una ginnasta italiana.

## Biografia
Nata a Lodi nel 1936, tesserata per l'A.S. Ginnastica Fanfulla 1874 della sua città, a 24 anni partecipò ai Giochi olimpici di Roma 1960, in tutte e sei le gare: chiuse 10ª nel concorso a squadre con 360,719 punti, 72ª nel concorso individuale con 69,798, 61ª al corpo libero con 18,199, 88ª alle parallele asimmetriche con 17,033, 59ª alla trave con 17,300 e 65ª nel volteggio con 17,266. Negli ultimi quattro casi non riuscì ad accedere alla finale, riservata alle sei con i migliori punteggi delle qualificazioni.
Morì nel 1961, a soli 25 anni, nemmeno un anno dopo la partecipazione alle Olimpiadi, in un incidente automobilistico.